# Joseph de Villeneuve-Bargemon (1782-1869)
Pour les articles homonymes, voir Joseph de Villeneuve-Bargemon.
Joseph, comte de Villeneuve-Bargemon, né le  9 janvier 1782 à Bargemon et mort le 17 décembre 1869 au château de Bois-le-Roi à Griselles (Loiret), est un haut fonctionnaire et homme politique français

## Biographie
Joseph-Romée de Villeneuve-Bargemon descend d'une des branches de la maison de Villeneuve, une famille de la noblesse provençale. Il est le frère d'Alban de Villeneuve-Bargemon et d'Emmanuel-Ferdinand de Villeneuve-Bargemon.
Il fut présenté de minorité à l'âge de 10 ans en 1792 à l'ordre de Saint-Jean de Jérusalem mais ne peut présenter ses vœux de moine-soldat du fait de l'expulsion de l'Ordre de l'île de Malte, cela lui permettra de se marier en 1820.
Il fut d'abord secrétaire du général Gérard Lacuée, puis conseiller référendaire à la cour des comptes en 1807. Il applaudit le retour des Bourbons. Il fut nommé préfet de la Haute-Saône du 14 juillet 1815 à 1825, puis de Saône-et-Loire le 5 octobre 1825 jusqu'en 1828 .
Il fut député de la Haute-Saône de 1826 à 1831 : élu député du grand collège , le 9 octobre 1826,face à Théodule, marquis de Grammont, et réélu, le 24 novembre 1827 contre Philippe-Gabriel de Marmier, il siégea dans la majorité et refusa de signer l'Adresse des 221 ; il avait échoué, le 17 novembre 1827, dans le 2e arrondissement électoral du même département, face au marquis de Grammont qui est élu, et il échoua de nouveau, le 26 juin 1830, dans le 1er arrondissement, contre Accarier ; mais, le 3 juillet 1830, le grand collège l'élut face à Jean-Baptiste-Antoine Nourrisson.
Il était devenu directeur des douanes le 15 février 1828, et directeur général des postes le 12 novembre suivant. Ayant refusé de se rallier au gouvernement de Louis-Philippe, il fut mis à la retraite le 26 septembre 1830.
Il fut membre correspondant en 1818 de la Société d'émulation du Jura et en 1824 de l'Académie des Sciences, Belles Lettres, et Arts de Besançon. Il est commandeur de la Légion d'honneur en 1829  et chevalier de l'ordre de Saint-Vladimir de Russie (2e classe).
Il est président de la société d'agriculture, lettres, sciences et arts de la Haute-Saône à deux reprises, de 1819 à 1820 puis de 1822 à 1823.
Il avait acquis en 1828 le château de Bois-le-Roi à Griselles dans le Loiret ; il en fut maire de 1848 à 1860 . Ses mémoires sont publiés à Paris en 1870 sous le titre Souvenirs de soixante ans. Comte Joseph de Villeneuve-Bargemon, Bois-le-Roy, 1854 .
Il avait épousé en 1820 à Dijon Constance de Brosses, fille du préfet René de Brosses (1771-1834) et petite-fille de Charles de Brosses. Leur fille Roselyne (1822-1884), épouse de Palamède de Forbin d'Oppède, est une historienne.

## Distinctions
- Commandeur de la Légion d'honneur (1829)